# Manon Bollegraf
Manon Bollegraf (née le 10 avril 1964 à Bois-le-Duc) est une joueuse de tennis néerlandaise, professionnelle de 1985 à 2000.
À partir de 1996, elle se consacre quasi exclusivement aux épreuves de double, accumulant de nombreux succès. En 1998, elle devient 4e mondiale de la discipline.
En 1997, aux côtés de Nicole Arendt (sa partenaire de prédilection), elle atteint la finale du double dames à Wimbledon.
En Grand Chelem, elle s'est imposée à quatre reprises en double mixte :
- 1989 : Roland Garros avec Tom Nijssen
- 1991 : US Open avec Tom Nijssen
- 1997 : Open d'Australie avec Rick Leach
- 1997 : US Open avec Rick Leach

Le dernier match de sa carrière, elle le joue en finale des Masters avec Nicole Arendt en novembre 2000 (défaite contre la paire Hingis-Kournikova).
Manon Bollegraf a remporté 27 titres WTA pendant sa carrière, dont 26 en double.

## Palmarès

### Titre en simple dames
| No | Date       | Nom et lieu du tournoi                    | Catégorie | Dotation  | Surface    | Finaliste    | Score    |          |
| -- | ---------- | ----------------------------------------- | --------- | --------- | ---------- | ------------ | -------- | -------- |
| 1  | 27-02-1989 | Virginia Slims of Oklahoma, Oklahoma City | Tier V    | 100 000 $ | Dur (int.) | Leila Meskhi | 6-4, 6-4 | Parcours |

### Finales en simple dames
| No | Date       | Nom et lieu du tournoi                    | Catégorie | Dotation  | Surface    | Vainqueure  | Score    |          |
| -- | ---------- | ----------------------------------------- | --------- | --------- | ---------- | ----------- | -------- | -------- |
| 1  | 19-02-1990 | Virginia Slims of Oklahoma, Oklahoma City | Tier IV   | 150 000 $ | Dur (int.) | Amy Frazier | 6-4, 6-2 | Parcours |
| 2  | 11-02-1991 | Colorado Classic, Aurora                  | Tier V    | 100 000 $ | Dur (int.) | Lori McNeil | 6-3, 6-4 | Parcours |

### Titres en double dames
| No | Date       | Nom et lieu du tournoi                      | Catégorie | Dotation  | Surface         | Partenaire          | Finalistes                          | Score         |          |
| -- | ---------- | ------------------------------------------- | --------- | --------- | --------------- | ------------------- | ----------------------------------- | ------------- | -------- |
| 1  | 16-05-1988 | Internationaux de Strasbourg Strasbourg     | Tier V    | 100 000 $ | Terre (ext.)    | Nicole Provis       | Jenny Byrne Janine Thompson         | 7-5, 6-7, 6-3 | Parcours |
| 2  | 20-02-1989 | Virginia Slims of Kansas Wichita            | Tier V    | 100 000 $ | Dur (int.)      | Lise Gregory        | Sandy Collins Leila Meskhi          | 6-2, 7-6      | Parcours |
| 3  | 17-07-1989 | Belgian Open Bruxelles                      | Tier V    | 100 000 $ | Terre (ext.)    | Mercedes Paz        | Carin Bakkum Simone Schilder        | 6-1, 6-2      | Parcours |
| 4  | 16-10-1989 | Open de La Côte Basque Bayonne              | Tier V    | 100 000 $ | Dur (int.)      | Catherine Tanvier   | Elna Reinach Raffaella Reggi        | 7-6, 7-5      | Parcours |
| 5  | 06-11-1989 | Virginia Slims of Nashville Nashville       | Tier V    | 100 000 $ | Dur (int.)      | Meredith McGrath    | Natalia Medvedeva Leila Meskhi      | 1-6, 7-6, 7-6 | Parcours |
| 6  | 05-02-1990 | Breyers Tennis Classic Wichita              | Tier IV   | 150 000 $ | Moquette (int.) | Meredith McGrath    | Mary Lou Piatek Wendy White         | 6-0, 6-2      | Parcours |
| 7  | 08-10-1990 | BMW European Indoors Zurich                 | Tier II   | 350 000 $ | Moquette (int.) | Eva Pfaff           | Catherine Suire Dinky Van Rensburg  | 7-5, 6-4      | Parcours |
| 8  | 30-09-1991 | Volkswagen Cup Leipzig                      | Tier III  | 225 000 $ | Moquette (int.) | Isabelle Demongeot  | Jill Hetherington Kathy Rinaldi     | 6-4, 6-3      | Parcours |
| 9  | 04-05-1992 | Belgian Open Waregem                        | Tier V    | 100 000 $ | Terre (ext.)    | Caroline Vis        | Elena Bryukhovets Petra Langrová    | 6-4, 6-3      | Parcours |
| 10 | 22-03-1993 | Virginia Slims of Houston Houston           | Tier II   | 375 000 $ | Terre (ext.)    | Katrina Adams       | Eugenia Maniokova Radka Zrubáková   | 6-3, 5-7, 7-6 | Parcours |
| 11 | 01-11-1993 | Challenge Bell Québec                       | Tier III  | 150 000 $ | Moquette (int.) | Katrina Adams       | Katerina Maleeva Nathalie Tauziat   | 6-4, 6-4      | Parcours |
| 12 | 08-11-1993 | Virginia Slims of Philadelphia Philadelphie | Tier I    | 750 000 $ | Moquette (int.) | Katrina Adams       | Conchita Martínez Larisa Neiland    | 6-2, 4-6, 7-6 | Parcours |
| 13 | 21-03-1994 | Virginia Slims of Houston Houston           | Tier II   | 400 000 $ | Terre (ext.)    | Martina Navrátilová | Katrina Adams Zina Garrison         | 6-4, 6-2      | Parcours |
| 14 | 03-10-1994 | European Indoors Zurich                     | Tier I    | 750 000 $ | Moquette (int.) | Martina Navrátilová | Patty Fendick Meredith McGrath      | 7-6, 6-1      | Parcours |
| 15 | 18-10-1994 | Brighton International Brighton             | Tier II   | 400 000 $ | Moquette (int.) | Larisa Neiland      | Mary Joe Fernández Jana Novotná     | 4-6, 6-2, 6-3 | Parcours |
| 16 | 27-03-1995 | Family Circle Mag. Cup XXIII Hilton Head    | Tier I    | 806 250 $ | Terre (ext.)    | Nicole Arendt       | Gigi Fernández Natasha Zvereva      | 0-6, 6-3, 6-4 | Parcours |
| 17 | 10-04-1995 | Gallery Furniture Championships Houston     | Tier II   | 430 000 $ | Terre (ext.)    | Nicole Arendt       | Wiltrud Probst Rene Simpson         | 6-4, 6-2      | Parcours |
| 18 | 12-06-1995 | DFS Classic Birmingham                      | Tier III  | 161 250 $ | Gazon (ext.)    | Rennae Stubbs       | Nicole Bradtke Kristine Radford     | 3-6, 6-4, 6-4 | Parcours |
| 19 | 02-10-1995 | European Indoors Zurich                     | Tier I    | 806 250 $ | Moquette (int.) | Nicole Arendt       | Chanda Rubin Caroline Vis           | 6-4, 6-7, 6-4 | Parcours |
| 20 | 30-10-1995 | Challenge Bell Québec                       | Tier III  | 161 250 $ | Moquette (int.) | Nicole Arendt       | Lisa Raymond Rennae Stubbs          | 7-6, 4-6, 6-2 | Parcours |
| 21 | 26-02-1996 | EA-Generali Ladies Linz                     | Tier III  | 164 250 $ | Moquette (int.) | Meredith McGrath    | Rennae Stubbs Helena Suková         | 6-4, 6-4      | Parcours |
| 22 | 20-05-1996 | World Doubles Cup Édimbourg                 |           | 188 125 $ | Terre (ext.)    | Nicole Arendt       | Gigi Fernández Natasha Zvereva      | 6-3, 2-6, 7-6 | Parcours |
| 23 | 17-02-1997 | Faber Grand Prix Hanovre                    | Tier II   | 450 000 $ | Moquette (int.) | Nicole Arendt       | Larisa Neiland Brenda Schultz       | 4-6, 6-3, 7-6 | Parcours |
| 24 | 05-05-1997 | Italian Open Rome                           | Tier I    | 926 250 $ | Terre (ext.)    | Nicole Arendt       | Conchita Martínez Patricia Tarabini | 6-2, 6-4      | Parcours |
| 25 | 21-05-1997 | World Doubles Cup Édimbourg                 |           | 188 125 $ | Terre (ext.)    | Nicole Arendt       | Rachel McQuillan Nana Miyagi        | 6-1, 3-6, 7-5 | Parcours |
| 26 | 18-08-1997 | US Hard Court Championships Atlanta         | Tier II   | 450 000 $ | Dur (ext.)      | Nicole Arendt       | Alexandra Fusai Nathalie Tauziat    | 6-7, 6-3, 6-2 | Parcours |

### Finales en double dames
| No | Date       | Nom et lieu du tournoi                     | Catégorie | Dotation    | Surface         | Vainqueures                       | Partenaire          | Score                                           |          |
| -- | ---------- | ------------------------------------------ | --------- | ----------- | --------------- | --------------------------------- | ------------------- | ----------------------------------------------- | -------- |
| 1  | 01-12-1986 | Argentinian Open Buenos Aires              |           | 50 000 $    | Terre (ext.)    | Lori McNeil Mercedes Paz          | Nicole Jagerman     | 6-1, 2-6, 6-1                                   | Parcours |
| 2  | 08-05-1989 | Italian Open Rome                          | Tier II   | 300 000 $   | Terre (ext.)    | Elizabeth Smylie Janine Thompson  | Mercedes Paz        | 6-4, 6-3                                        | Parcours |
| 3  | 19-02-1990 | Virginia Slims of Oklahoma Oklahoma City   | Tier IV   | 150 000 $   | Dur (int.)      | Mary Lou Piatek Wendy White       | Lise Gregory        | 7-5, 7-2                                        | Parcours |
| 4  | 12-09-1990 | World Doubles Championships Orlando        |           | 175 000 $   | Moquette (int.) | Larisa Neiland Natasha Zvereva    | Meredith McGrath    | 6-4, 6-1                                        | Parcours |
| 5  | 24-09-1990 | Volkswagen Grand Prix Leipzig              | Tier III  | 225 000 $   | Moquette (int.) | Lise Gregory Gretchen Rush        | Jo Durie            | 6-2, 4-6, 6-3                                   | Parcours |
| 6  | 20-05-1991 | Internationaux de Strasbourg Strasbourg    | Tier IV   | 150 000 $   | Terre (ext.)    | Lori McNeil Stephanie Rehe        | Mercedes Paz        | 6-7, 6-4, 6-4                                   | Parcours |
| 7  | 30-12-1991 | Danone Open Brisbane                       | Tier IV   | 150 000 $   | Dur (ext.)      | Jana Novotná Larisa Neiland       | Nicole Provis       | 6-4, 6-3                                        | Parcours |
| 8  | 17-02-1992 | Virginia Slims of Oklahoma Oklahoma City   | Tier IV   | 150 000 $   | Dur (int.)      | Lori McNeil Nicole Provis         | Katrina Adams       | 3-6, 6-4, 7-6                                   | Parcours |
| 9  | 27-04-1992 | Citizen Cup Hambourg                       | Tier II   | 350 000 $   | Terre (ext.)    | Steffi Graf Rennae Stubbs         | Arantxa Sánchez     | 4-6, 6-3, 6-4                                   | Parcours |
| 10 | 15-02-1993 | Virginia Slims of Oklahoma Oklahoma City   | Tier III  | 150 000 $   | Dur (int.)      | Patty Fendick Zina Garrison       | Katrina Adams       | 6-3, 6-2                                        | Parcours |
| 11 | 29-03-1993 | Family Circle Mag. Cup XXI Hilton Head     | Tier I    | 750 000 $   | Terre (ext.)    | Gigi Fernández Natasha Zvereva    | Katrina Adams       | 6-3, 6-1                                        | Parcours |
| 12 | 31-01-1994 | Toray Pan Pacific Open Tokyo               | Tier I    | 750 000 $   | Moquette (int.) | Pam Shriver Elizabeth Smylie      | Martina Navrátilová | 6-3, 3-6, 7-6                                   | Parcours |
| 13 | 07-02-1994 | Virginia Slims of Chicago Chicago          | Tier II   | 400 000 $   | Moquette (int.) | Gigi Fernández Natasha Zvereva    | Martina Navrátilová | 6-3, 3-6, 6-4                                   | Parcours |
| 14 | 14-02-1994 | IGA Tennis Classic Oklahoma City           | Tier III  | 150 000 $   | Dur (int.)      | Patty Fendick Meredith McGrath    | Katrina Adams       | 7-6, 6-2                                        | Parcours |
| 15 | 21-02-1994 | The Evert Cup Indian Wells                 | Tier II   | 400 000 $   | Dur (ext.)      | Lindsay Davenport Lisa Raymond    | Helena Suková       | 6-2, 6-4                                        | Parcours |
| 16 | 28-02-1994 | Virginia Slims of Florida Delray Beach     | Tier II   | 400 000 $   | Dur (ext.)      | Jana Novotná Arantxa Sánchez      | Helena Suková       | 6-2, 6-0                                        | Parcours |
| 17 | 26-09-1994 | International GP Leipzig                   | Tier II   | 400 000 $   | Moquette (int.) | Patty Fendick Meredith McGrath    | Larisa Neiland      | 6-4, 6-4                                        | Parcours |
| 18 | 10-10-1994 | Porsche Tennis GP Filderstadt              | Tier II   | 400 000 $   | Dur (int.)      | Gigi Fernández Natasha Zvereva    | Larisa Neiland      | 7-6, 6-4                                        | Parcours |
| 19 | 09-01-1995 | Schweppes Tasmanian Int'l Open Hobart      | Tier IV   | 107 500 $   | Dur (ext.)      | Kyoko Nagatsuka Ai Sugiyama       | Larisa Neiland      | 2-6, 6-4, 6-2                                   | Parcours |
| 20 | 13-02-1995 | Open Gaz de France Paris                   | Tier II   | 430 000 $   | Moquette (int.) | Meredith McGrath Larisa Neiland   | Rennae Stubbs       | 6-4, 6-1                                        | Parcours |
| 21 | 03-04-1995 | Bausch & Lomb Championships Amelia Island  | Tier II   | 430 000 $   | Terre (ext.)    | Amanda Coetzer Inés Gorrochategui | Nicole Arendt       | 6-2, 3-6, 6-2                                   | Parcours |
| 22 | 24-05-1995 | World Doubles Cup Édimbourg                |           | 188 125 $   | Terre (ext.)    | Meredith McGrath Larisa Neiland   | Rennae Stubbs       | 6-2, 7-6                                        | Parcours |
| 23 | 07-04-1997 | Bausch & Lomb Championships Amelia Island  | Tier II   | 450 000 $   | Terre (ext.)    | Lindsay Davenport Jana Novotná    | Nicole Arendt       | 6-3, 6-0                                        | Parcours |
| 24 | 16-06-1997 | Direct Line Int’l Championships Eastbourne | Tier II   | 450 000 $   | Gazon (ext.)    | Aucune -                          | Nicole Arendt       | finale annulée face à Lori McNeil-Helena Suková | Parcours |
| 25 | 23-06-1997 | The Championships Wimbledon                | G. Chelem | 4 083 056 $ | Gazon (ext.)    | Gigi Fernández Natasha Zvereva    | Nicole Arendt       | 7-6, 6-4                                        | Parcours |
| 26 | 11-08-1997 | Omnium du Maurier Toronto                  | Tier I    | 926 250 $   | Dur (ext.)      | Yayuk Basuki Caroline Vis         | Nicole Arendt       | 3-6, 7-5, 6-4                                   | Parcours |
| 27 | 02-11-1998 | Sparkassen Cup International GP Leipzig    | Tier II   | 450 000 $   | Moquette (int.) | Elena Likhovtseva Ai Sugiyama     | Irina Spîrlea       | 6-3, 6-7, 6-1                                   | Parcours |
| 28 | 20-03-2000 | Ericsson Open Miami                        | Tier I    | 2 525 000 $ | Dur (ext.)      | Julie Halard Ai Sugiyama          | Nicole Arendt       | 4-6, 7-5, 6-4                                   | Parcours |
| 29 | 02-05-2000 | Betty Barclay Cup Hambourg                 | Tier II   | 535 000 $   | Terre (ext.)    | Anna Kournikova Natasha Zvereva   | Nicole Arendt       | 6-75, 6-2, 6-4                                  | Parcours |
| 30 | 13-11-2000 | Chase Championships New York               | Masters   | 2 000 000 $ | Moquette (int.) | Martina Hingis Anna Kournikova    | Nicole Arendt       | 6-2, 6-3                                        | Parcours |

### Titres en double mixte
| No | Date       | Nom et lieu du tournoi         | Catégorie | Dotation    | Surface      | Partenaire  | Finalistes                           | Score          |          |
| -- | ---------- | ------------------------------ | --------- | ----------- | ------------ | ----------- | ------------------------------------ | -------------- | -------- |
| 1  | 29-05-1989 | Roland-Garros Paris            | G. Chelem | 1 875 000 $ | Terre (ext.) | Tom Nijssen | Arantxa Sánchez Horacio de la Peña   | 6-3, 6-73, 6-2 | Parcours |
| 2  | 26-08-1991 | US Open Flushing Meadows       | G. Chelem | 2 700 000 $ | Dur (ext.)   | Tom Nijssen | Arantxa Sánchez Emilio Sánchez       | 6-2, 7-62      | Parcours |
| 3  | 13-01-1997 | Ford Australian Open Melbourne | G. Chelem | 4 058 100 $ | Dur (ext.)   | Rick Leach  | Larisa Neiland John-Laffnie de Jager | 6-3, 6-75, 7-5 | Parcours |
| 4  | 25-08-1997 | US Open Flushing Meadows       | G. Chelem | 4 976 000 $ | Dur (ext.)   | Rick Leach  | Mercedes Paz Pablo Albano            | 3-6, 7-5, 7-63 | Parcours |

### Finales en double mixte
| No | Date       | Nom et lieu du tournoi      | Catégorie | Dotation    | Surface      | Vainqueures                        | Partenaire  | Score      |          |
| -- | ---------- | --------------------------- | --------- | ----------- | ------------ | ---------------------------------- | ----------- | ---------- | -------- |
| 1  | 21-06-1993 | The Championships Wimbledon | G. Chelem | 3 312 302 $ | Gazon (ext.) | Martina Navrátilová Mark Woodforde | Tom Nijssen | 6-3, 6-4   | Parcours |
| 2  | 26-08-1996 | US Open Flushing Meadows    | G. Chelem | 4 004 885 $ | Dur (ext.)   | Lisa Raymond Patrick Galbraith     | Rick Leach  | 7-66, 7-64 | Parcours |

## Parcours en Grand Chelem

### En simple dames
| Année | Open d'Australie | Open d'Australie  | Internationaux de France | Internationaux de France | Wimbledon       | Wimbledon        | US Open         | US Open          |
| 1987  | 2e tour (1/32)   | M. Calleja        | 2e tour (1/32)           | Laura Garrone            | -               | -                | -               | -                |
| 1988  | 2e tour (1/32)   | Lori McNeil       | 1er tour (1/64)          | Nathalie Tauziat         | 2e tour (1/32)  | Anne Minter      | 2e tour (1/32)  | Steffi Graf      |
| 1989  | 3e tour (1/16)   | Hana Mandlíková   | 3e tour (1/16)           | Janine Thompson          | 1er tour (1/64) | Gretchen Rush    | 2e tour (1/32)  | Susan Sloane     |
| 1990  | 2e tour (1/32)   | Gabriela Sabatini | 1er tour (1/64)          | Michelle Jaggard         | 1er tour (1/64) | Helena Suková    | 2e tour (1/32)  | Maria Strandlund |
| 1991  | 1er tour (1/64)  | Shaun Stafford    | 1er tour (1/64)          | Elna Reinach             | 3e tour (1/16)  | Anke Huber       | 1er tour (1/64) | Katerina Maleeva |
| 1992  | 1er tour (1/64)  | Michelle Jaggard  | 1/4 de finale            | Arantxa Sánchez          | 2e tour (1/32)  | Katerina Maleeva | -               | -                |
| 1993  | 1er tour (1/64)  | Andrea Temesvári  | 1er tour (1/64)          | Linda Wild               | 1er tour (1/64) | Pascale Paradis  | 1er tour (1/64) | Helena Suková    |
| 1994  | 1er tour (1/64)  | Kristie Boogert   | 1er tour (1/64)          | Elena Bryukhovets        | 1er tour (1/64) | Linda Wild       | 1er tour (1/64) | Barbara Rittner  |
| 1995  | 2e tour (1/32)   | Kristie Boogert   | -                        | -                        | -               | -                | 2e tour (1/32)  | Florencia Labat  |

À droite du résultat, l’ultime adversaire.

### En double dames
| Année | Open d'Australie             | Open d'Australie           | Internationaux de France     | Internationaux de France   | Wimbledon                     | Wimbledon                   | US Open                       | US Open                     |
| 1987  | 1er tour (1/16) Helen Kelesi | J. Mundel Gretchen Rush    | 1er tour (1/32) M. Lindström | I. Kuczyńska R. Kordová    | 2e tour (1/16) M. Lindström   | B. Nagelsen E. Smylie       | -                             | -                           |
| 1988  | 1/4 de finale Sandy Collins  | Steffi Graf E. Smylie      | 2e tour (1/16) Van der Torre | M. Lindström C. Porwik     | 3e tour (1/8) Nicole Provis   | Katrina Adams Zina Garrison | 1er tour (1/32) Patricia Hy   | Katrina Adams Zina Garrison |
| 1989  | 2e tour (1/16) Nicole Provis | J. Fuchs Jill Smoller      | 2e tour (1/16) Eva Pfaff     | C. Benjamin Van Rensburg   | 3e tour (1/8) Eva Pfaff       | Jana Novotná Helena Suková  | 2e tour (1/16) Mercedes Paz   | Linda Barnard Louise Field  |
| 1990  | 1er tour (1/32) Jo Durie     | C. MacGregor               | 3e tour (1/8) R. Reggi       | R. Kordová A. Temesvári    | 1er tour (1/32) B. Cordwell   | Peanut Louie Penny Barg     | 3e tour (1/8) B. Schultz      | Jana Novotná Helena Suková  |
| 1991  | 1/4 de finale Lise Gregory   | Patty Fendick MJ Fernández | 3e tour (1/8) Katrina Adams  | Mercedes Paz G. Sabatini   | 1/4 de finale Katrina Adams   | L. Neiland N. Zvereva       | 1/4 de finale Katrina Adams   | Pam Shriver N. Zvereva      |
| 1992  | 1/4 de finale Katrina Adams  | Pam Shriver N. Zvereva     | 1/4 de finale Katrina Adams  | G. Fernández N. Zvereva    | 3e tour (1/8) Katrina Adams   | Gretchen Rush Robin White   | -                             | -                           |
| 1993  | 3e tour (1/8) Katrina Adams  | Pam Shriver E. Smylie      | 1/4 de finale Katrina Adams  | G. Fernández N. Zvereva    | 1er tour (1/32) Katrina Adams | M. Oremans Caroline Vis     | 3e tour (1/8) Katrina Adams   | Elna Reinach J. Richardson  |
| 1994  | 1/4 de finale Debbie Graham  | G. Fernández N. Zvereva    | 3e tour (1/8) Navrátilová    | Julie Halard N. Tauziat    | 1/2 finale Navrátilová        | G. Fernández N. Zvereva     | 1/4 de finale Katrina Adams   | G. Fernández N. Zvereva     |
| 1995  | 1/2 finale L. Neiland        | Jana Novotná A. Sánchez    | 3e tour (1/8) Rennae Stubbs  | Elna Reinach Irina Spîrlea | 3e tour (1/8) Rennae Stubbs   | C. Martínez P. Tarabini     | 2e tour (1/16) Nicole Arendt  | K. Nagatsuka Ai Sugiyama    |
| 1996  | 1/2 finale Nicole Arendt     | Chanda Rubin A. Sánchez    | 1/4 de finale Nicole Arendt  | Jana Novotná A. Sánchez    | 3e tour (1/8) Nicole Arendt   | Yayuk Basuki Caroline Vis   | 1/4 de finale Nicole Arendt   | Lori McNeil G. Sabatini     |
| 1997  | 1/4 de finale Nicole Arendt  | G. Fernández A. Sánchez    | 1/4 de finale Nicole Arendt  | G. Fernández N. Zvereva    | Finale Nicole Arendt          | G. Fernández N. Zvereva     | 1/2 finale Nicole Arendt      | G. Fernández N. Zvereva     |
| 1998  | 1/4 de finale A. Sánchez     | M. Hingis Mirjana Lučić    | 3e tour (1/8) Katrina Adams  | C. Martínez P. Tarabini    | 3e tour (1/8) Katrina Adams   | C. Barclay K. Guse          | 2e tour (1/16) Katrina Adams  | R. Dragomir Iva Majoli      |
| 1999  | 1/4 de finale Nicole Arendt  | M. Hingis A. Kournikova    | 2e tour (1/16) Nicole Arendt | Jana Novotná N. Zvereva    | 1/4 de finale Nicole Arendt   | L. Davenport C. Morariu     | 1/4 de finale Nicole Arendt   | Mary Pierce B. Schett       |
| 2000  | -                            | -                          | 3e tour (1/8) Nicole Arendt  | A. Cocheteux N. Dechy      | 2e tour (1/16) Nicole Arendt  | Els Callens D. Monami       | 1er tour (1/32) Nicole Arendt | T. Garbin J. Husárová       |

Sous le résultat, la partenaire ; à droite, l’ultime équipe adverse.

### En double mixte
| Année | Open d'Australie            | Open d'Australie           | Internationaux de France     | Internationaux de France  | Wimbledon                     | Wimbledon                  | US Open                      | US Open                     |
| 1988  | -                           | -                          | 1/2 finale Tom Nijssen       | B. Schultz M. Schapers    | 1er tour (1/32) Tom Nijssen   | Van Nostrand Stefan Kruger | -                            | -                           |
| 1989  | 1/2 finale Tom Nijssen      | Jana Novotná Jim Pugh      | Victoire Tom Nijssen         | A. Sánchez H. de la Peña  | 3e tour (1/8) Tom Nijssen     | MJ Fernández David Wheaton | 1/2 finale Tom Nijssen       | M. McGrath Rick Leach       |
| 1990  | -                           | -                          | 2e tour (1/16) Tom Nijssen   | Mary Pierce C. Campbell   | 3e tour (1/8) Tom Nijssen     | Zina Garrison Rick Leach   | 1/4 de finale M. Mortensen   | N. Zvereva Jim Pugh         |
| 1991  | 1er tour (1/16) Tom Nijssen | E. Smylie J. Fitzgerald    | 1er tour (1/32) Tom Nijssen  | I. Demongeot Piet Norval  | 2e tour (1/16) Piet Norval    | Hetherington G. Michibata  | Victoire Tom Nijssen         | A. Sánchez E. Sánchez       |
| 1992  | 2e tour (1/8) Tom Nijssen   | S. Rehe G. Ivanišević      | 1/2 finale Tom Nijssen       | Lori McNeil Bryan Shelton | 1/2 finale Tom Nijssen        | M. Oremans Jacco Eltingh   | -                            | -                           |
| 1993  | 2e tour (1/8) Tom Nijssen   | N. Zvereva Kelly Jones     | 3e tour (1/8) Tom Nijssen    | E. Smylie J. Fitzgerald   | Finale Tom Nijssen            | Navrátilová M. Woodforde   | 1/4 de finale Tom Nijssen    | Helena Suková T. Woodbridge |
| 1994  | 2e tour (1/8) Tom Nijssen   | Rennae Stubbs M. Woodforde | 2e tour (1/16) Tom Nijssen   | Lori McNeil Jorge Lozano  | 1er tour (1/32) Tom Nijssen   | Lori McNeil T. Middleton   | 1er tour (1/16) Tom Nijssen  | Katrina Adams Jorge Lozano  |
| 1995  | 1er tour (1/16) Tom Nijssen | N. Bradtke Darren Cahill   | 2e tour (1/16) J. Fitzgerald | Hetherington J. de Jager  | 1er tour (1/32) J. Fitzgerald | K. Guse Wayne Arthurs      | 1er tour (1/16) T. Kronemann | Katrina Adams S. Melville   |
| 1996  | 2e tour (1/8) T. Kronemann  | L. Neiland M. Woodforde    | 1/2 finale Rick Leach        | P. Tarabini Javier Frana  | 1er tour (1/32) Rick Leach    | M. Oremans H. J. Davids    | Finale Rick Leach            | Lisa Raymond P. Galbraith   |
| 1997  | Victoire Rick Leach         | L. Neiland J. de Jager     | 1/2 finale Rick Leach        | Lisa Raymond P. Galbraith | 1/4 de finale Rick Leach      | L. Davenport Grant Connell | Victoire Rick Leach          | Mercedes Paz Pablo Albano   |
| 1998  | 1er tour (1/16) Rick Leach  | K. Radford Jim Grabb       | 1/4 de finale Rick Leach     | K. Radford F. Montana     | 1er tour (1/32) Rick Leach    | K. Guse Wayne Arthurs      | 1er tour (1/16) Rick Leach   | L. Davenport J. Gambill     |
| 1999  | 1/2 finale Pablo Albano     | S. Williams Max Mirnyi     | 2e tour (1/16) Pablo Albano  | K. Srebotnik Piet Norval  | 3e tour (1/8) Pablo Albano    | Lisa Raymond Leander Paes  | 1er tour (1/16) Pablo Albano | K. Guse Jack Waite          |
| 2000  | -                           | -                          | 2e tour (1/16) Rick Leach    | De Villiers Simon Aspelin | 1/4 de finale J. de Jager     | B. Schett N. Lapentti      | -                            | -                           |

Sous le résultat, le partenaire ; à droite, l’ultime équipe adverse.

## Parcours aux Masters

### En double dames
| # | Date       | Nom de l'édition                      | ($)       | Surface         | Résultat      | Partenaire          | Ultimes adversaires              | Score         |          |
| - | ---------- | ------------------------------------- | --------- | --------------- | ------------- | ------------------- | -------------------------------- | ------------- | -------- |
| 1 | 15/11/1993 | Virginia Slims Championships New York | 3 708 500 | Moquette (int.) | 1/4 de finale | Katrina Adams       | Gigi Fernández Natasha Zvereva   | 6-3, 6-4      | Parcours |
| 2 | 14/11/1994 | Virginia Slims Championships New York | 3 500 000 | Moquette (int.) | 1/2 finale    | Martina Navrátilová | Jana Novotná Arantxa Sánchez     | 6-2, 6-4      | Parcours |
| 3 | 13/11/1995 | WTA Tour Championships New York       | 2 000 000 | Moquette (int.) | 1/2 finale    | Nicole Arendt       | Jana Novotná Arantxa Sánchez     | 7-6, 2-6, 6-2 | Parcours |
| 4 | 17/11/1997 | Chase Championships New York          | 2 000 000 | Moquette (int.) | 1/2 finale    | Nicole Arendt       | Alexandra Fusai Nathalie Tauziat | 6-3, 3-2, ab. | Parcours |
| 5 | 13/11/2000 | Chase Championships New York          | 2 000 000 | Moquette (int.) | Finale        | Nicole Arendt       | Martina Hingis Anna Kournikova   | 6-2, 6-3      | Parcours |

## Parcours aux Jeux olympiques

### En double dames
| # | Date       | Nom de l'olympiade      | Surface    | Résultat                 | Partenaire     | Ultimes adversaires                 | Score    |          |
| - | ---------- | ----------------------- | ---------- | ------------------------ | -------------- | ----------------------------------- | -------- | -------- |
| 1 | 23/07/1996 | Summer Olympics Atlanta | Dur (ext.) | 4e place (petite finale) | Brenda Schultz | Conchita Martínez · Arantxa Sánchez | 6-1, 6-3 | Parcours |

## Parcours en Coupe de la Fédération
| #                                                                          | Date       | Lieu          | Surface                           | Gagnante(s)                      | Perdante(s)                          | Score           |          |
|                                                                            |            |               |                                   |                                  |                                      |                 |          |
| 1988 - 1er tour (groupe mondial) - Pays-Bas - Espagne - 0 : 3              |            |               |                                   |                                  |                                      |                 |          |
| 1                                                                          | 05/12/1988 | Melbourne     |                                   | Conchita Martínez                | Manon Bollegraf                      | 6-2, 6-4        | Parcours |
| 1                                                                          | 05/12/1988 | Melbourne     | Conchita Martínez Arantxa Sánchez | Manon Bollegraf Caroline Vis     | 5-7, 6-4, 6-4                        |                 | Parcours |
|                                                                            |            |               |                                   |                                  |                                      |                 |          |
| 1990 - 1er tour (groupe mondial) - Pays-Bas - Suisse - 2 : 1               |            |               |                                   |                                  |                                      |                 |          |
| 2                                                                          | 23/07/1990 | Atlanta       | Dur (ext.)                        | Emanuela Zardo                   | Manon Bollegraf                      | 6-75, 7-5, 6-2  | Parcours |
| 2                                                                          | 23/07/1990 | Atlanta       | Dur (ext.)                        | Manon Bollegraf Brenda Schultz   | Céline Cohen Eva Krapl               | 6-0, 6-1        | Parcours |
|                                                                            |            |               |                                   |                                  |                                      |                 |          |
| 1990 - 2e tour (groupe mondial) - Allemagne - Pays-Bas - 1 : 2             |            |               |                                   |                                  |                                      |                 |          |
| 3                                                                          | 23/07/1990 | Atlanta       | Dur (ext.)                        | Claudia Porwik                   | Manon Bollegraf                      | 6-2, 6-4        | Parcours |
| 3                                                                          | 23/07/1990 | Atlanta       | Dur (ext.)                        | Manon Bollegraf Brenda Schultz   | Claudia Porwik Wiltrud Probst        | 7-65, 7-62      | Parcours |
|                                                                            |            |               |                                   |                                  |                                      |                 |          |
| 1990 - 1/4 de finale (groupe mondial) - Pays-Bas - URSS - 1 : 2            |            |               |                                   |                                  |                                      |                 |          |
| 4                                                                          | 23/07/1990 | Atlanta       | Dur (ext.)                        | Natasha Zvereva                  | Manon Bollegraf                      | 6-1, 6-3        | Parcours |
| 4                                                                          | 23/07/1990 | Atlanta       | Dur (ext.)                        | Larisa Neiland Natasha Zvereva   | Manon Bollegraf Brenda Schultz       | 7-67, 6-3       | Parcours |
|                                                                            |            |               |                                   |                                  |                                      |                 |          |
| 1991 - 1er tour (groupe mondial) - Pays-Bas - États-Unis - 0 : 2           |            |               |                                   |                                  |                                      |                 |          |
| 5                                                                          | 23/07/1991 | Nottingham    |                                   | Jennifer Capriati                | Manon Bollegraf                      | 6-2, 6-3        | Parcours |
|                                                                            |            |               |                                   |                                  |                                      |                 |          |
| 1991 - Barrage (groupe mondial I) - Hongrie - Pays-Bas - 0 : 2             |            |               |                                   |                                  |                                      |                 |          |
| 6                                                                          | 24/07/1991 | Nottingham    |                                   | Manon Bollegraf                  | Virag Csurgo                         | 6-1, 6-3        | Parcours |
|                                                                            |            |               |                                   |                                  |                                      |                 |          |
| 1992 - 1er tour (groupe mondial) - Paraguay - Pays-Bas - 1 : 2             |            |               |                                   |                                  |                                      |                 |          |
| 7                                                                          | 13/07/1992 | Francfort     | Terre (ext.)                      | Manon Bollegraf                  | Rossana de los Ríos                  | 6-2, 6-2        | Parcours |
| 7                                                                          | 13/07/1992 | Francfort     | Terre (ext.)                      | Manon Bollegraf Nicole Jagerman  | Rossana de los Ríos Larissa Schaerer | 6-1, 7-5        | Parcours |
|                                                                            |            |               |                                   |                                  |                                      |                 |          |
| 1993 - 1/4 de finale (groupe mondial) - Espagne - Pays-Bas - 3 : 0         |            |               |                                   |                                  |                                      |                 |          |
| 8                                                                          | 23/07/1993 | Francfort     | Terre (ext.)                      | Virginia Ruano Cristina Torrens  | Manon Bollegraf Kristie Boogert      | 6-76, 7-64, 6-4 | Parcours |
|                                                                            |            |               |                                   |                                  |                                      |                 |          |
| 1995 - 1/4 de finale (groupe mondial II) - Suède - Pays-Bas - 0 : 5        |            |               |                                   |                                  |                                      |                 |          |
| 9                                                                          | 22/04/1995 | Västerås      | Moquette (int.)                   | Manon Bollegraf Caroline Vis     | Maria Lindström Maria Strandlund     | 6-1, 6-3        | Parcours |
|                                                                            |            |               |                                   |                                  |                                      |                 |          |
| 1996 - 1/4 de finale (groupe mondial II) - Pays-Bas - Australie - 4 : 1    |            |               |                                   |                                  |                                      |                 |          |
| 10                                                                         | 27/04/1996 | Kampen        | Terre (ext.)                      | Rachel McQuillan Rennae Stubbs   | Manon Bollegraf Brenda Schultz       | 6-3, 3-6, 7-64  | Parcours |
|                                                                            |            |               |                                   |                                  |                                      |                 |          |
| 1996 - Barrage (groupe mondial I) - Slovaquie - Pays-Bas - 2 : 3           |            |               |                                   |                                  |                                      |                 |          |
| 11                                                                         | 13/07/1996 | Bratislava    | Terre (ext.)                      | Karina Habšudová Radka Zrubáková | Manon Bollegraf Caroline Vis         | 6-4, 6-3        | Parcours |
|                                                                            |            |               |                                   |                                  |                                      |                 |          |
| 1997 - 1/4 de finale (groupe mondial) - Pays-Bas - États-Unis - 3 : 2      |            |               |                                   |                                  |                                      |                 |          |
| 12                                                                         | 01/03/1997 | Haarlem       | Moquette (int.)                   | Gigi Fernández Kimberly Po       | Manon Bollegraf Kristie Boogert      | 6-3, 6-2        | Parcours |
|                                                                            |            |               |                                   |                                  |                                      |                 |          |
| 1997 - 1/2 finale (groupe mondial) - République tchèque - Pays-Bas - 2 : 3 |            |               |                                   |                                  |                                      |                 |          |
| 13                                                                         | 12/07/1997 | Prague        | Terre (ext.)                      | Manon Bollegraf Miriam Oremans   | Eva Martincová Jana Novotná          | 6-4, 7-65       | Parcours |
|                                                                            |            |               |                                   |                                  |                                      |                 |          |
| 1997 - Finale (groupe mondial) - Pays-Bas - France - 1 : 4                 |            |               |                                   |                                  |                                      |                 |          |
| 14                                                                         | 04/10/1997 | Bois-le-Duc   | Moquette (int.)                   | Alexandra Fusai Nathalie Tauziat | Manon Bollegraf Caroline Vis         | 6-3, 6-4        | Parcours |
|                                                                            |            |               |                                   |                                  |                                      |                 |          |
| 1998 - 1/4 de finale (groupe mondial) - États-Unis - Pays-Bas - 5 : 0      |            |               |                                   |                                  |                                      |                 |          |
| 15                                                                         | 18/04/1998 | Kiawah Island | Terre (ext.)                      | Mary Joe Fernández Lisa Raymond  | Manon Bollegraf Caroline Vis         | 6-1, ab.        | Parcours |
|                                                                            |            |               |                                   |                                  |                                      |                 |          |
| 1998 - Barrage (groupe mondial I) - Croatie - Pays-Bas - 3 : 2             |            |               |                                   |                                  |                                      |                 |          |
| 16                                                                         | 25/07/1998 | Bol           | Terre (ext.)                      | Manon Bollegraf Caroline Vis     | Jelena Kostanić Silvija Talaja       | 6-4, 3-6, 7-61  | Parcours |
|                                                                            |            |               |                                   |                                  |                                      |                 |          |
| 1999 - Barrage (groupe mondial II) - Pays-Bas - Japon - 2 : 1              |            |               |                                   |                                  |                                      |                 |          |
| 17                                                                         | 21/07/1999 | Amsterdam     | Dur (ext.)                        | Manon Bollegraf Caroline Vis     | Shinobu Asagoe Ai Sugiyama           | 4-6, 7-63, 6-3  | Parcours |
|                                                                            |            |               |                                   |                                  |                                      |                 |          |
| 1999 - Barrage (groupe mondial II) - Pays-Bas - Biélorussie - 3 : 0        |            |               |                                   |                                  |                                      |                 |          |
| 18                                                                         | 22/07/1999 | Amsterdam     | Dur (ext.)                        | Manon Bollegraf Caroline Vis     | Nadejda Ostrovskaya Tatiana Poutchek | 6-2, 6-2        | Parcours |
|                                                                            |            |               |                                   |                                  |                                      |                 |          |
| 1999 - Barrage (groupe mondial II) - Pays-Bas - Slovénie - 1 : 2           |            |               |                                   |                                  |                                      |                 |          |
| 19                                                                         | 23/07/1999 | Amsterdam     | Dur (ext.)                        | Tina Pisnik Katarina Srebotnik   | Manon Bollegraf Caroline Vis         | 6-0, 2-6, 9-7   | Parcours |

## Classements WTA en fin de saison

### En simple
| Année | 1986 | 1987 | 1988 | 1989 | 1990 | 1991 | 1992 | 1993 | 1994 | 1995 |
| Rang  | 140  | 115  | 119  | 38   | 32   | 49   | 44   | 161  | 109  | 158  |

Source : (en) « Classements de Manon Bollegraf », sur le site officiel du WTA Tour

### En double
| Année | 1986 | 1987 | 1988 | 1989 | 1990 | 1991 | 1992 | 1993 | 1994 | 1995 |
| Rang  | 116  | 90   | 44   | 21   | 24   | 23   | 19   | 18   | 9    | 8    |

Source : (en) « Classements de Manon Bollegraf », sur le site officiel du WTA Tour